# Ad infinitum
Ad infinitum là một thành ngữ trong tiếng Latinh mang ý nghĩa "cho đến vô cùng tận."
Thành ngữ này thường được sử dụng để đề cập đến một quá trình không có sự kết thúc, một quá trình tuần hoàn không có điểm dừng, một hệ thống các chỉ thị được lặp lại vô hạn lần, hay một vài nghĩa khác. Nó còn có thể được dùng với nghĩa tương tự như thành ngữ Latinh "et cetera" (vân vân) để biểu thị rằng các khái niệm vẫn còn tiếp tục ngay cả khi chúng không còn được thể hiện một cách trực quan.
- "Dãy số 1, 2, 3... sẽ tiếp tục ad infinitum."
- "Chu vi của một phân dạng sẽ được vẽ ra ad infinitum."